# Aeroportul Puerto Jiménez
Aeroportul Puerto Jiménez (IATA: PJM, ICAO: MRPJ) este un aeroport din Puerto Jiménez⁠(d), Puerto Jiménez Canton⁠(d), Puntarenas Province⁠(d), Costa Rica ce deservește zona Puerto Jiménez⁠(d). Aeroportul a fost tranzitat în 2015 de 38.165 de pasageri. A fost numit după zona deservită.
Situat la o altitudine de 7 m, aeroportul dispune de o singură pistă.